# Třebichovická olšinka
Přírodní památka Třebichovická olšinka byla vyhlášena v roce 1987 a nachází se u obce Třebichovice. Důvodem ochrany je výskyt bledule jarní a vstavačovitých.

## Historie
V roce 1976 byl předložen návrh na ochranu této lokality, a po deseti letech, v roce 1987, bylo území oficiálně prohlášeno za přírodní památku. Hlavním cílem této ochrany bylo zachovat bohatou populaci bledulí a rostlin patřících do čeledi vstavačovitých. V roce 2011 byl rozšířen a částečně upraven předmět ochrany této lokality.

## Přírodní poměry
Přírodní památka Třebichovická olšinka se nachází na jihovýchodním okraji obce Třebichovice cca devět kilometrů severozápadně od Kladna. Leží v údolní nivě Knovízského (Vinařického) potoka pod západním svahem Vinařické hory. Chráněno je území o rozloze 0,63 ha v nadmořské výšce 268–270 metrů.

### Geologie
Širší oblast tohoto území je geologicky velmi různorodá. Na Vinařické hoře se vyskytuje široké spektrum hornin od svrchně karbonských a permských pískovců a slepenců, přes křídové pískovce, turonské písčité slínovce a jílovce, které jsou známé jako opuky. Dále v této oblasti můžeme nalézt různé projevy terciérní vulkanické aktivity, jako jsou pyroklastické horniny, olivinické nefelinity a alterované bazaltoidy. V chráněném území jsou však hlavně přítomny kvartérní (holocení) nivní sedimenty Knovízského potoka. Pouze na okraji území se nacházejí spraše a sprašové hlíny.

### Pedologie
Prameništní část území obsahuje úrodné vápnité slatinné půdy s výskytem usazenin pěnovce. Tyto půdy postupně přecházejí do nivních hlín s nižším obsahem vápníku, které vznikly především usazením zvětralých materiálů pocházejících z období permokarbonu. Tato část je situována v blízkosti Knovízského potoka. Podrobnější geologická mapa identifikuje také přítomnost kambizemí.

### Hydrologie
Chráněné území spadá do povodí Knovízského potoka, které je součástí dolního povodí Vltavy. Vzhledem k tomu, že Knovízský potok je zahlouben v terénu, hydrologické podmínky v této oblasti jsou ovlivněny především prameny, které vyvěrají z nitra Vinařické hory. Tyto prameny obsahují vodu s vyšším obsahem uhličitanu vápenatého a mají významný vliv na výskyt pěnovců.

### Flóra
Luční společenstva v oblasti zahrnují vysokostébelné a vysokobylinné louky. V těch nejvlhčích částech tato společenstva postupně přecházejí do řídkých rákosin. Na některých místech lze pozorovat náznaky prameništních společenstev s výskytem rostlin jako je kozlík dvoudomý (Valeriana dioica) a přeslička různobarvá (Equisetum variegatum). Dále ve vlhčích typech luk najdeme například děhel lesní (Angelica sylvestris), blatouch bahenní (Caltha palustris), pcháč zelinný (Cirsium oleraceum), škarda bahenní (Crepis paludosa), metlice trsnatá (Deschampsia caespitosa), skřípina lesní (Scirpus sylvaticus) a další.
Naopak, na sušších částech území lze pozorovat přechody k mezofilním typům luk, kde se nacházejí rostliny jako je ovsík vyvýšený (Arrhenatherum elatius), chrpa luční (Centaurea jacea), rozrazil rezekvítek (Veronica chamaedrys) a další.
V lesních společenstvech jsou zastoupeny podmáčené olšiny s přechody k jasanovo-olšovým lužním lesům. V těchto společenstvech dominuje olše lepkavá (Alnus glutinosa) s jasanem ztepilým (Fraxinus excelsior) jako subdominantním druhem. V podrostu v jarním období vyniká bledule jarní (Leucojum vernum), a později se objevují zejména ostřice a prstnatec májový (Dactylorhiza majalis). V keřovém patře, které je relativně řídké, lze najít rostliny jako zmlazující jasan a krušina olšová (Frangula alnus).

### Fauna
V tomto regionu byly pozorovány běžné druhy organismů, avšak lze předpokládat výskyt vzácnějších druhů bezobratlých, zejména hmyzu, které jsou spojeny s vlhkými loukami a prameništi. Kromě hlavního předmětu ochrany, což je vrkoč útlý (Vertigo angustior), byly objeveny i další vzácné druhy, jako je vrkoč mnohozubý (Vertigo antivertigo) a údolníček rýhovaný (Vallonia enniensis). Pokud jde o obratlovce, je možné očekávat přítomnost běžnějších druhů, které jsou typické pro mokřadní stanoviště, zejména ptactvo.

## Ochrana přírody
Předmětem ochrany v celé přírodní památce jsou vlhkomilná společenstva, ve kterých se vyskytuje vrkoč útlý, bledule jarní a další chráněné druhy. Důležitým prvkem ochrany jsou také typické porosty údolních jasanovo-olšových lužních lesů. Plán péče je navržen na období let 2019 až 2028, s cílem zajistit dlouhodobou ochranu a udržitelný rozvoj této chráněné oblasti. Což spočívá v pravidelném ručním kosení a následném odstranění usušeného sena. S ohledem na předmět ochrany je vhodné provádět seč až v pozdějších obdobích, po dozrání semen prstnatce májového. Frekvence sekání je přípustná dvakrát ročně, s výjimkou oblastí s výskytem rákosin s vrkočem. V těchto lokalitách se doporučuje sekat pouze jednou za dva roky nebo zvolit mozaikovitý způsob sekání. V případě potřeby lze kosení doplnit o odstranění náletových dřevin.

## Turismus
Třebichovická olšinka leží mimo turisticky značené stezky, byť samotnou Vinařickou horou vede naučná stezka i turisticky značená cesta. Tato lokalita je velmi oblíbená během časného jara, kdy bledule jarní rozkvétají, což přitahuje mnoho návštěvníků. Mimo toto období je území navštěvováno pouze ojediněle, ačkoliv v období květu prstnatce májového se intenzita návštěv mírně zvyšuje. Jinak se toto území nepoužívá ani pro rekreační nebo sportovní účely.

## Galerie

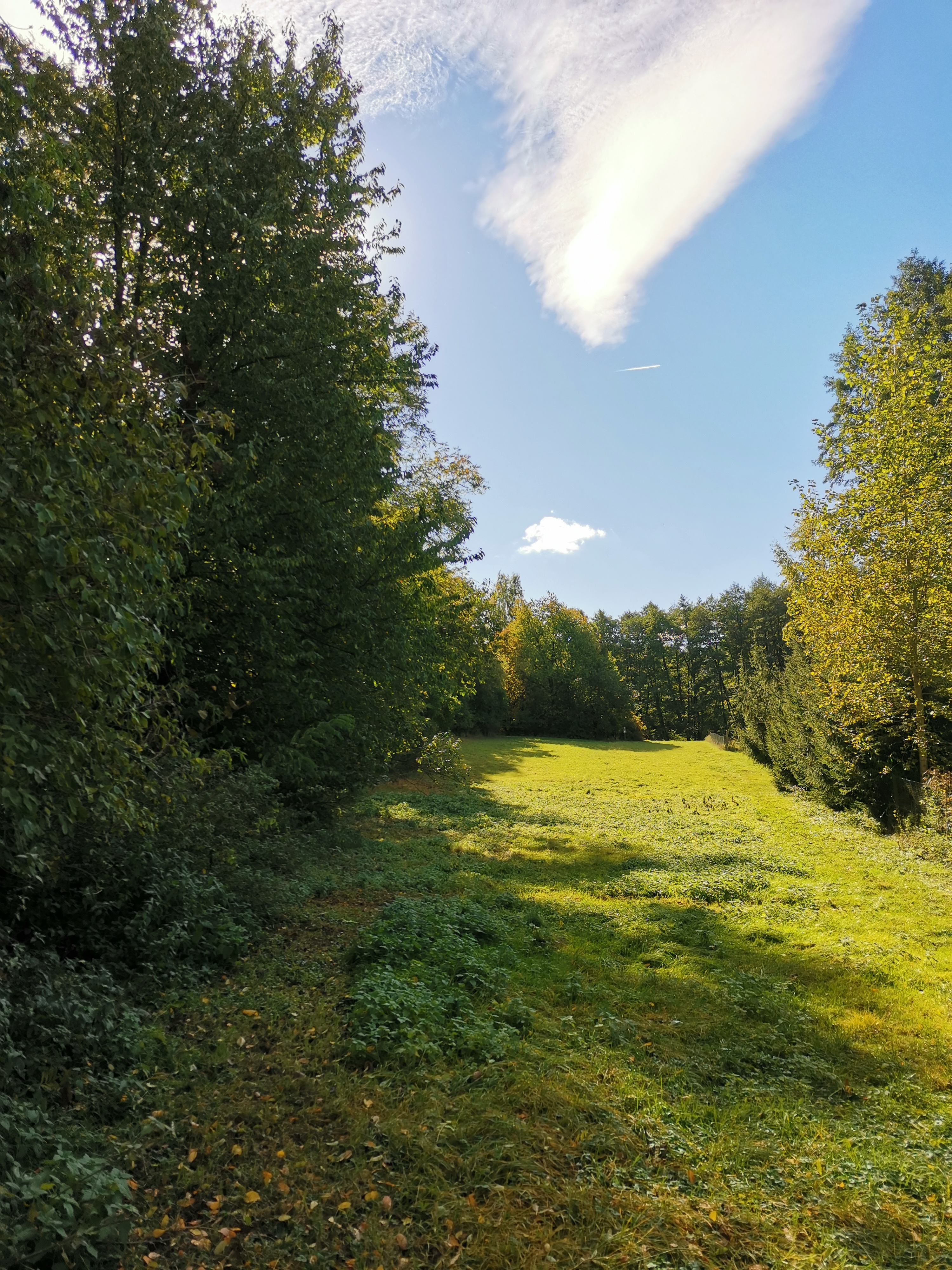
Třebichovická olšinka
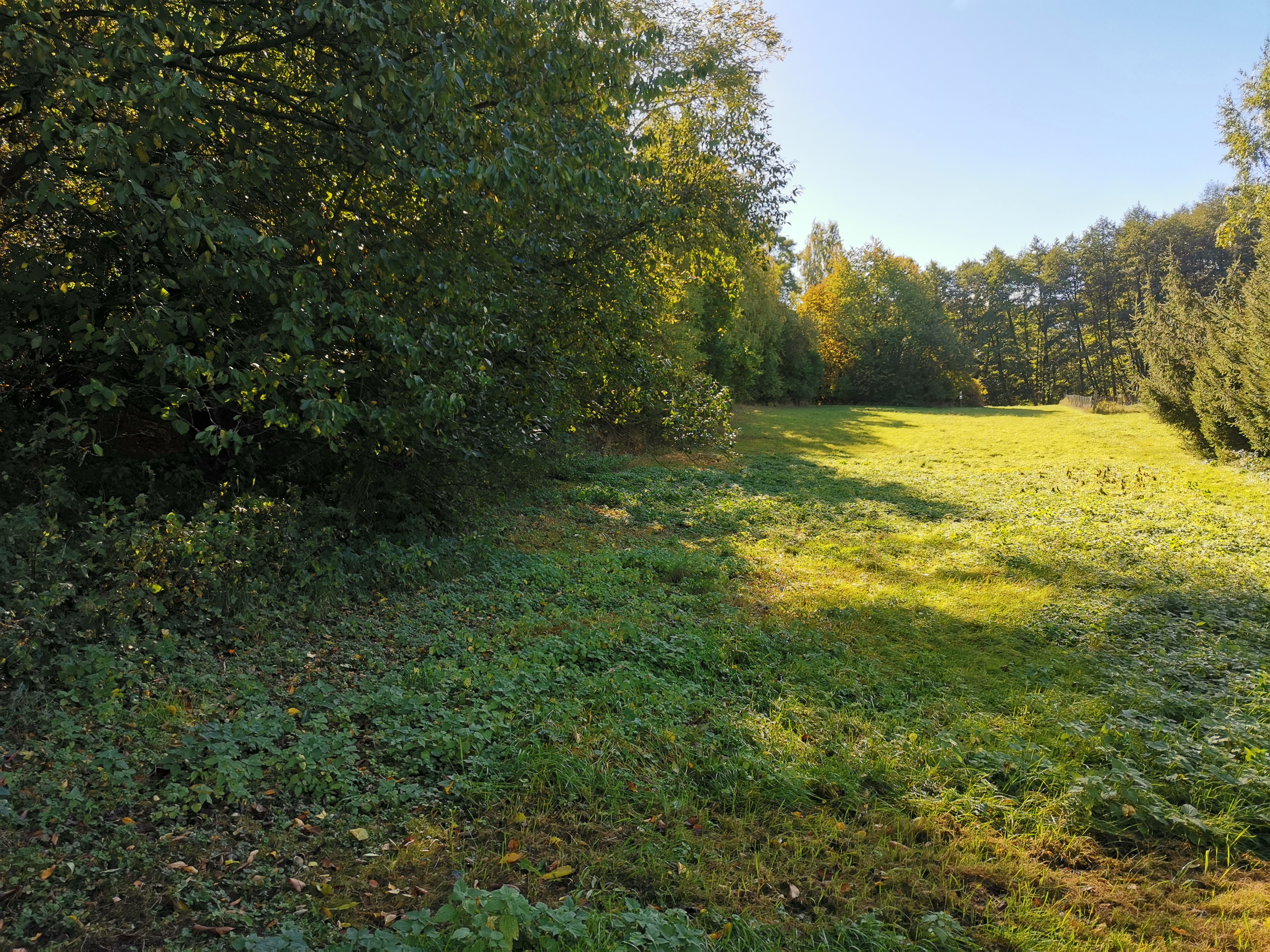
Třebichovická olšinka
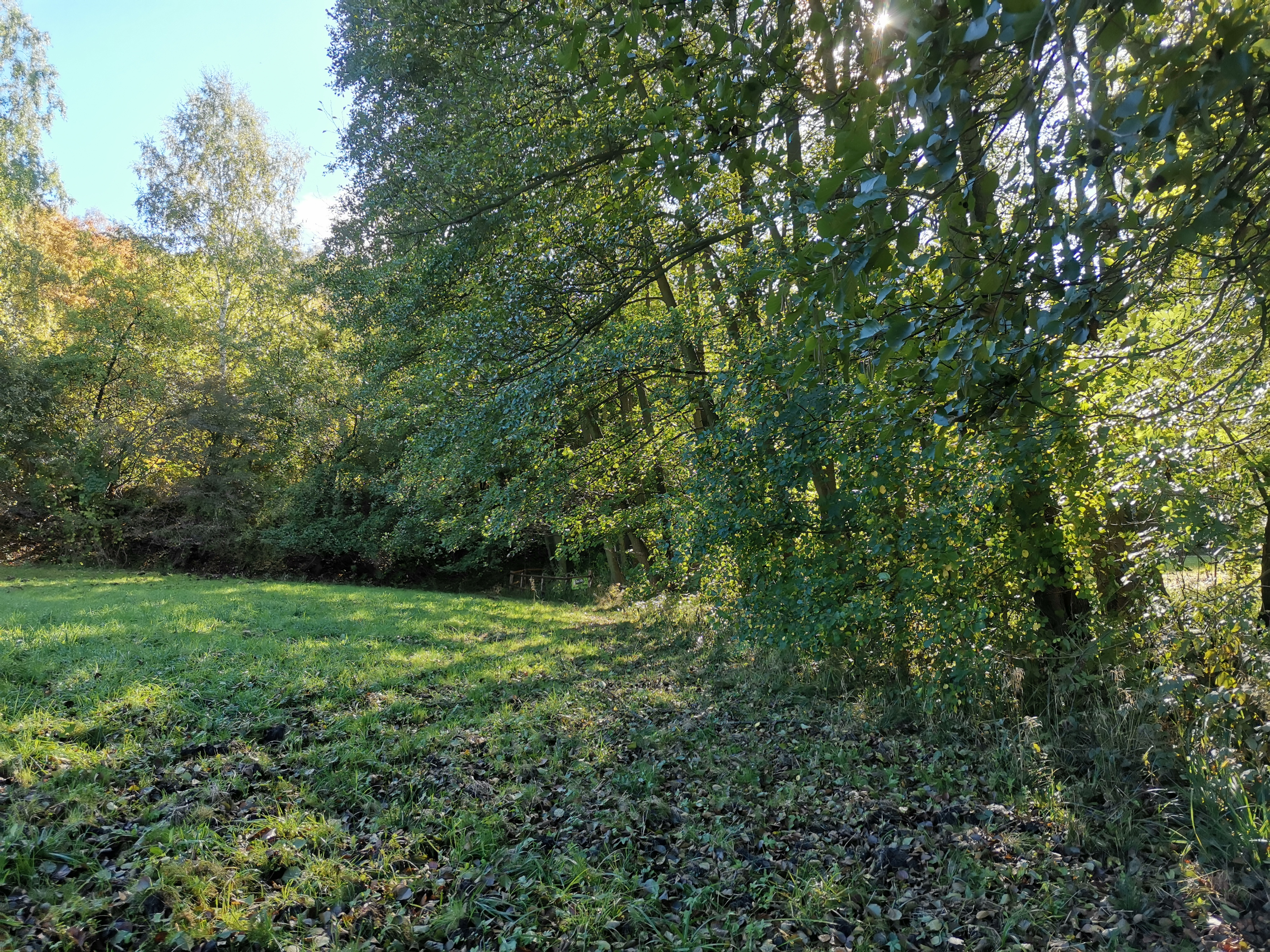
Třebichovická olšinka
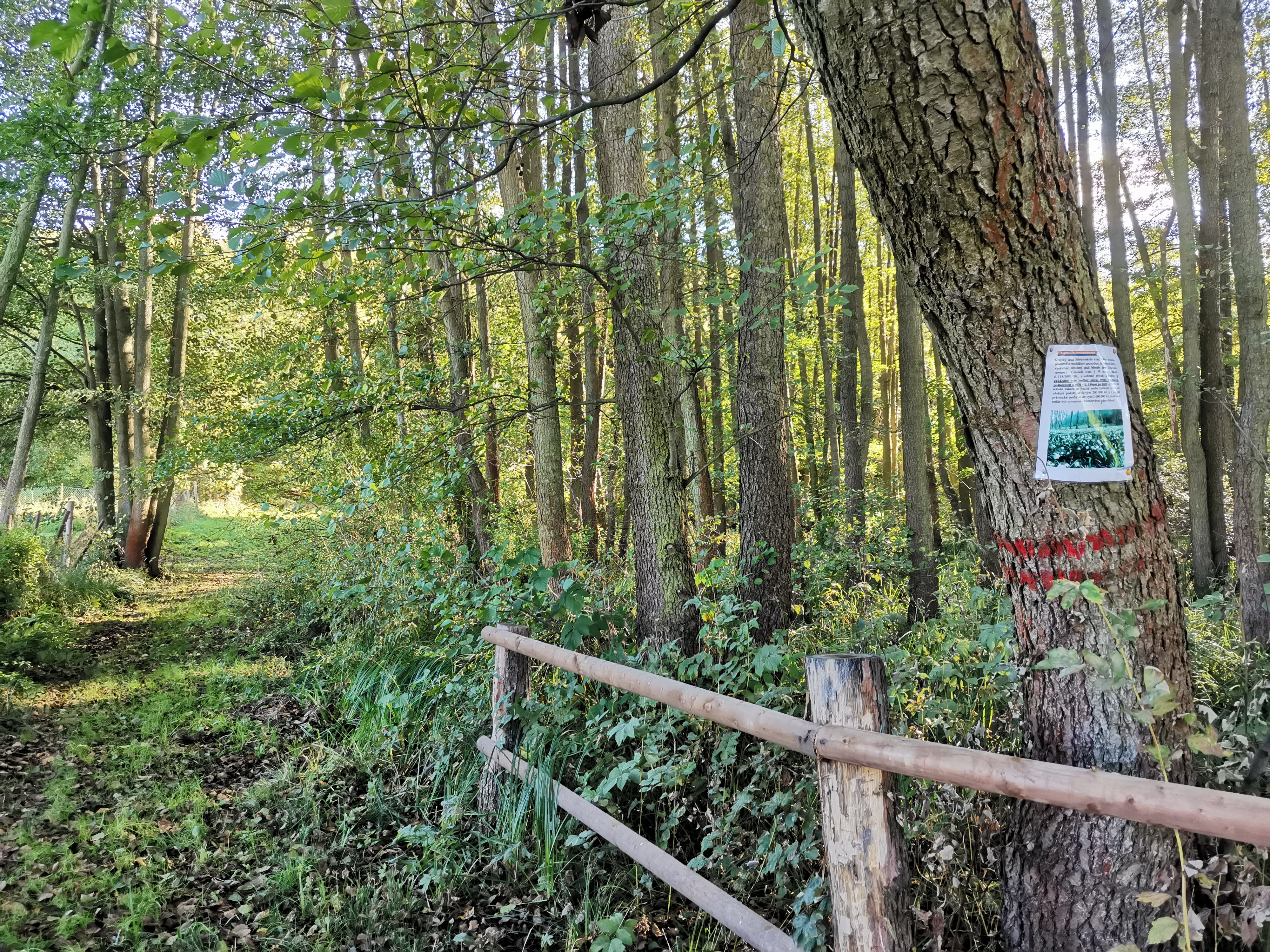
Třebichovická olšinka
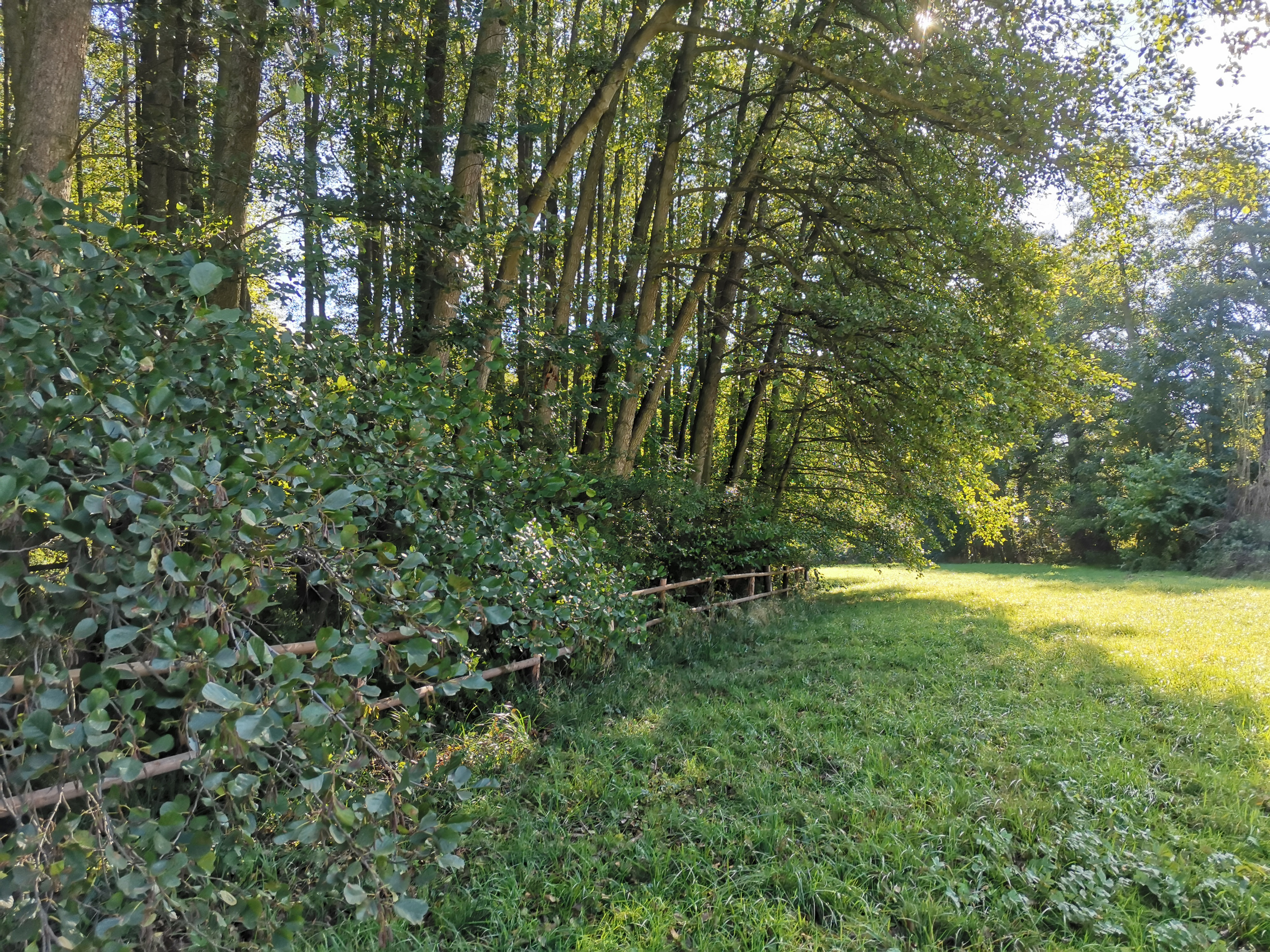
Třebichovická olšinka
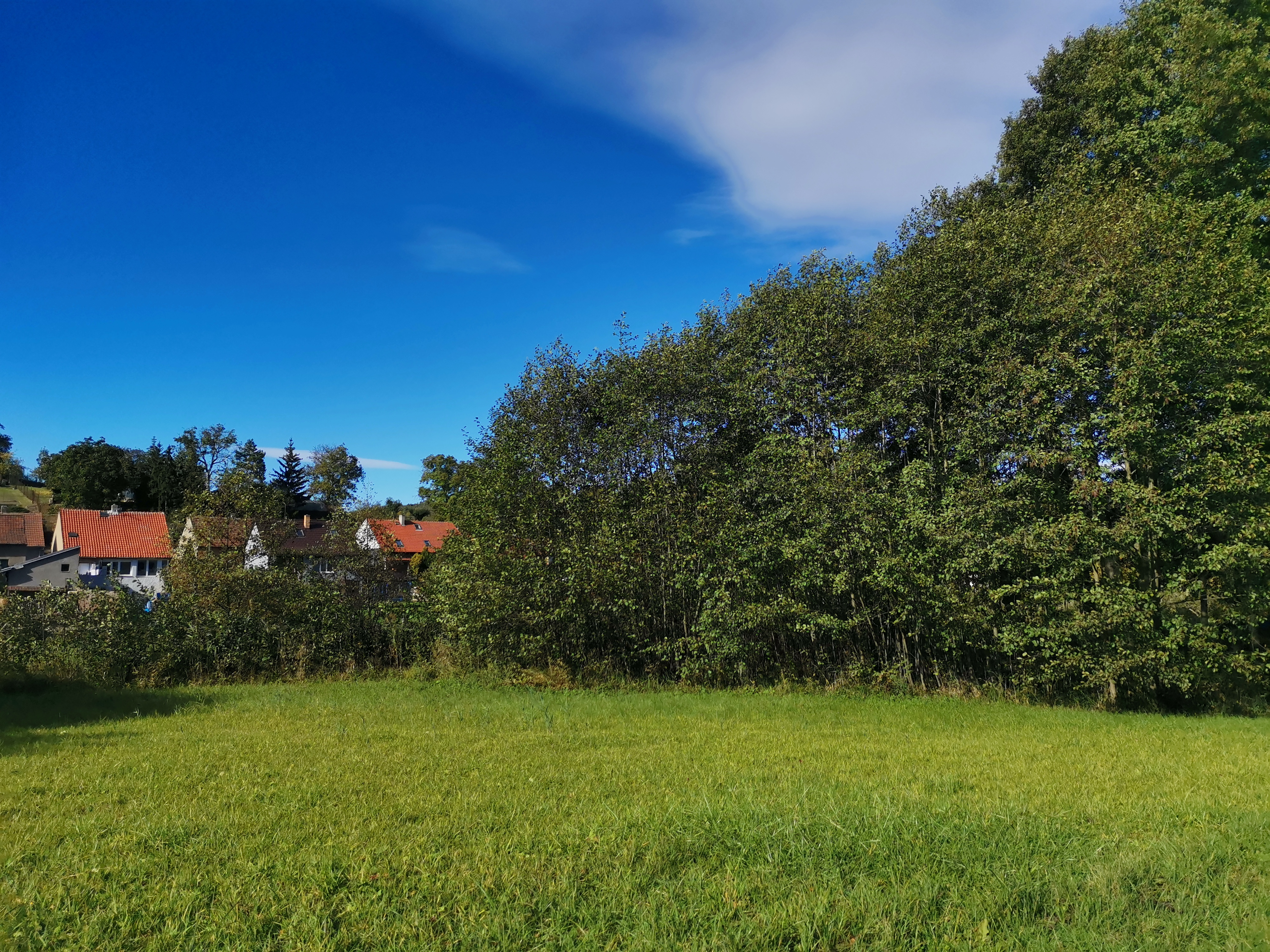
Třebichovická olšinka
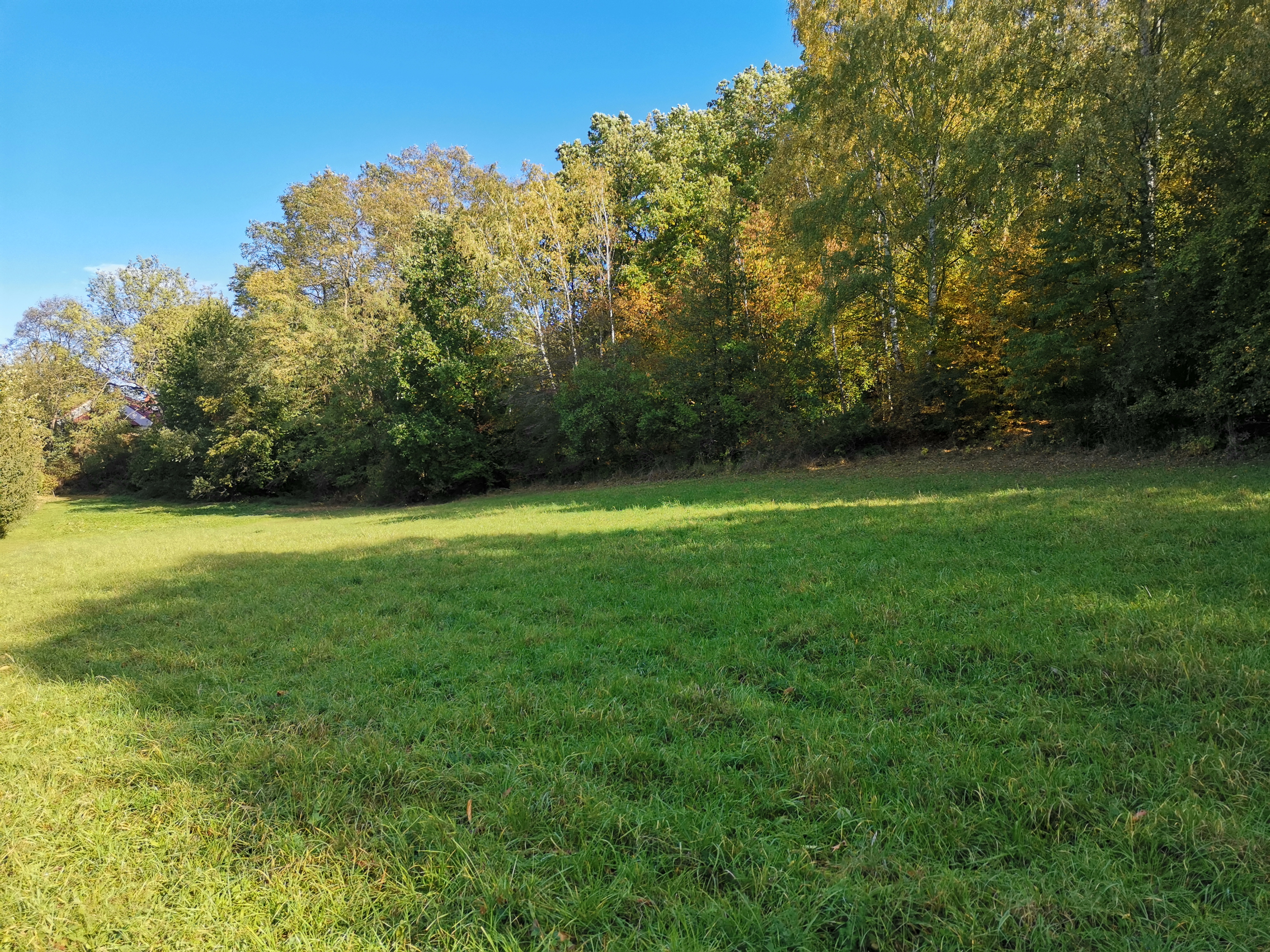
Třebichovická olšinka
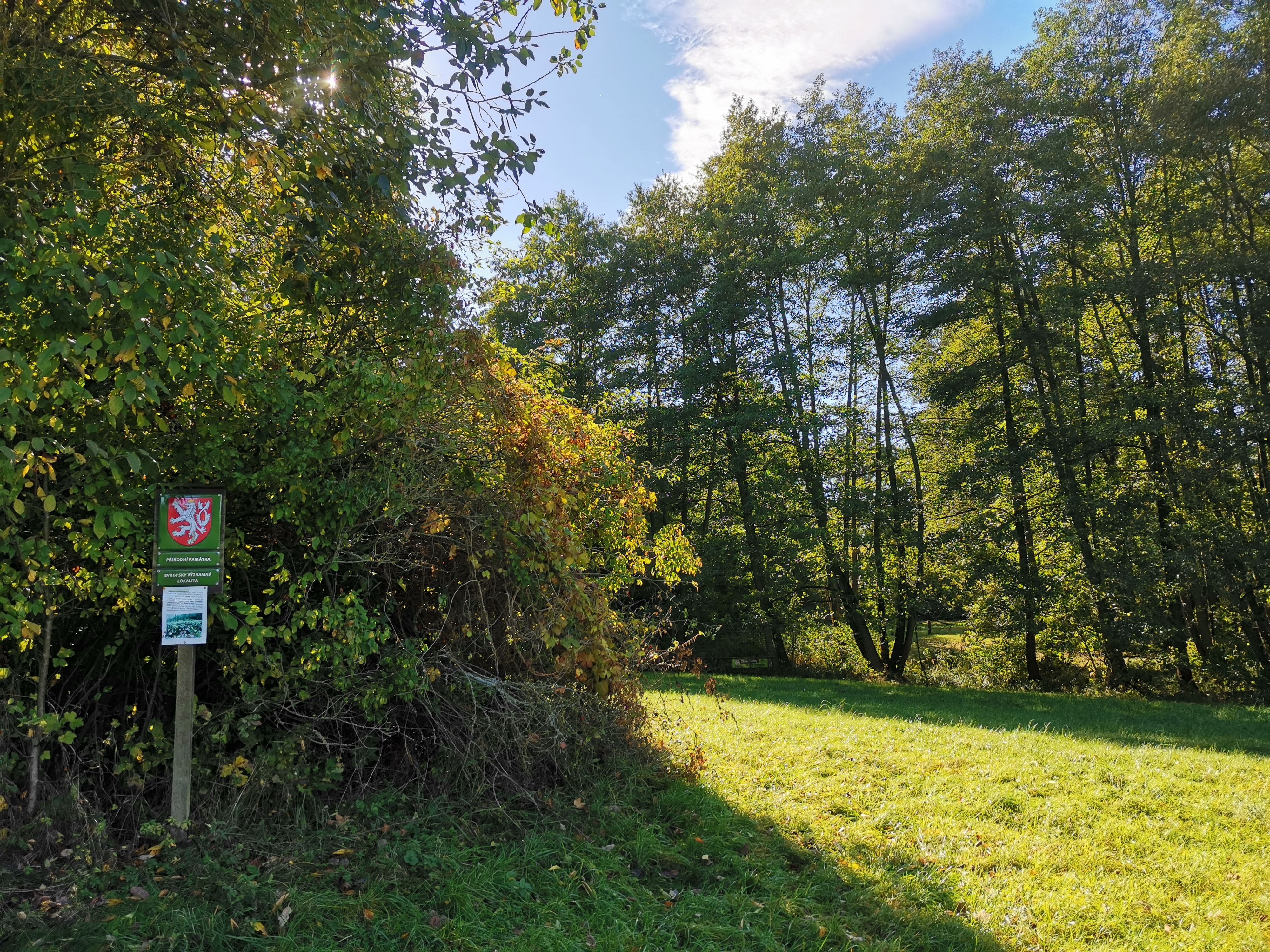
Třebichovická olšinka
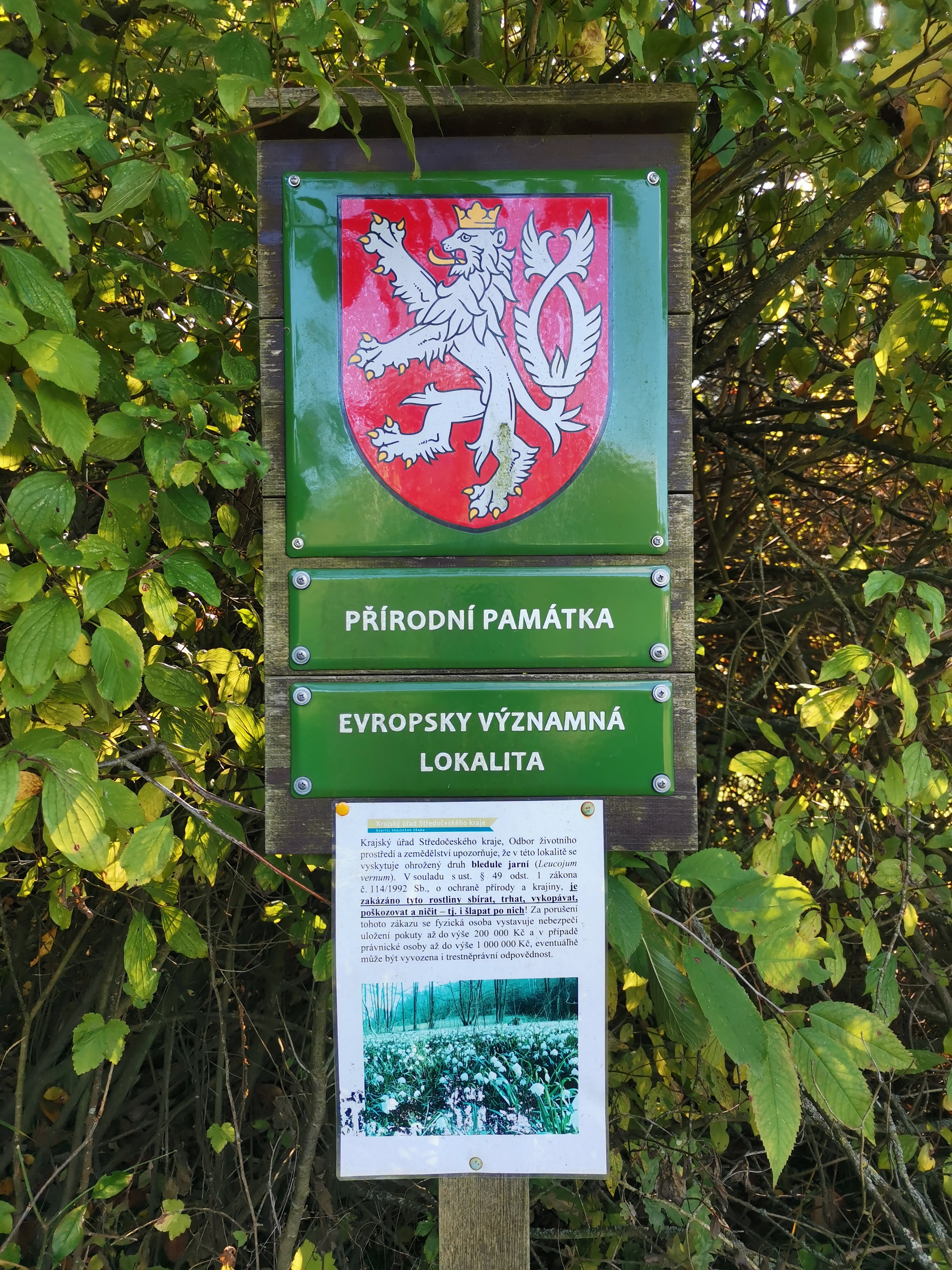
Cedule přírodní památka
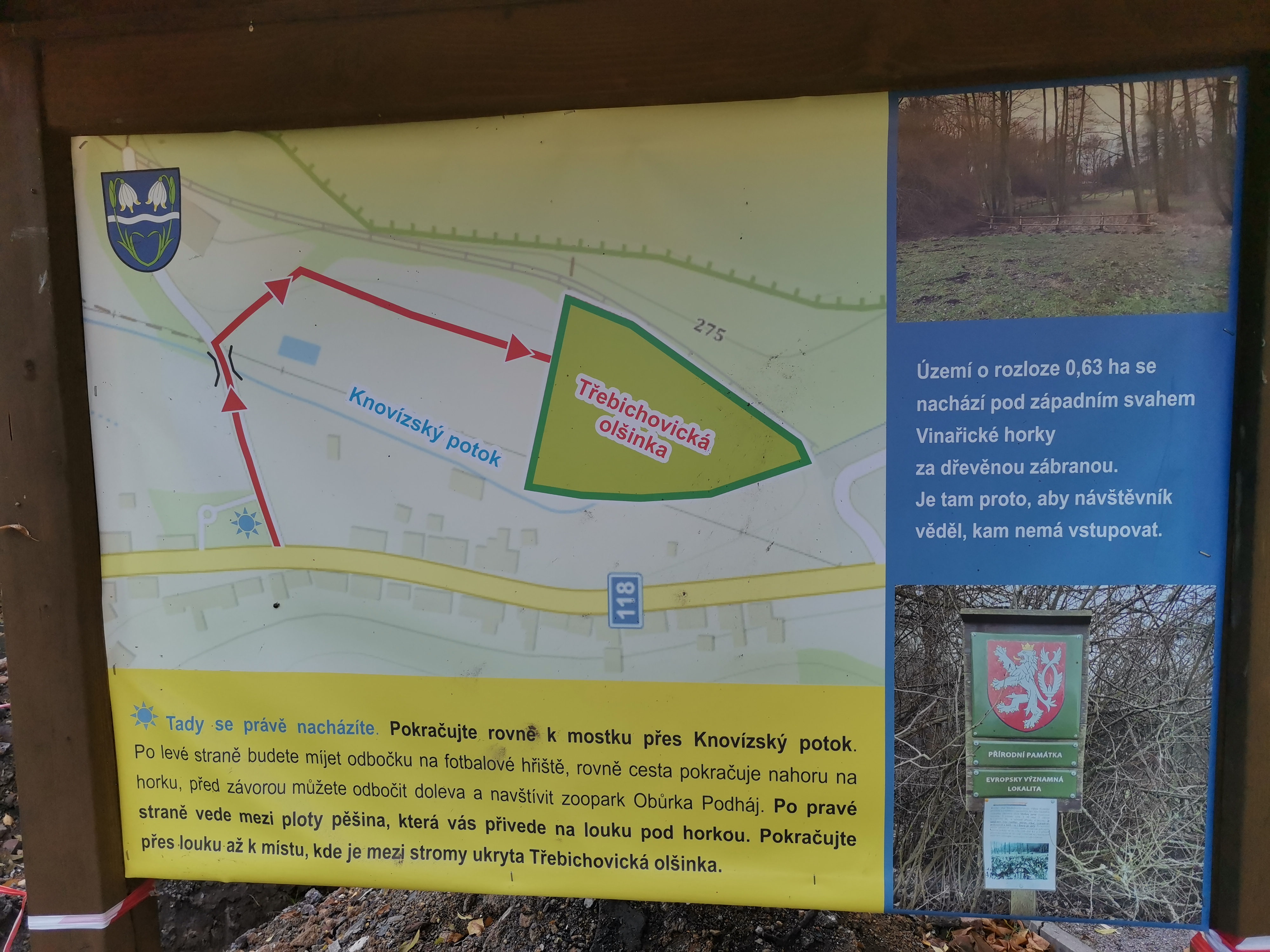
Informační cedule